# Trashmonkeys
Die Trashmonkeys waren eine deutsch-britische Mod-Revival-Band aus Bremen, Hamburg und Köln.

## Geschichte
Gegründet wurde die Band 1998 und war anfänglich ein Trio. Die Musik der Trashmonkeys stellt eine Synthese aus den Klangfarben der 1960er und 1970er Jahre dar und findet synergetisch Anschluss an die kontemporären Formen des Garage Rock und schließlich Elemente des Pop Punk und Power Pop.
Das Debütalbum Trashmonkeys entstand bereits im Gründungsjahr. Es wurde kein kommerzieller Erfolg. Dies lag zum Großteil daran, dass das Weser Label, auf dem das Album erschienen war, kurz nach Veröffentlichung Insolvenz anmeldete. Die Trashmonkeys spielten noch im selben Jahr als Vorprogramm der Cramps sowie später als Vorband der Hives und der Hellacopters.
Das zweite Album Clubtown erschien 2002 auf dem Londoner Label Acid Jazz. Die Band war mittlerweile ein Quartett. Mit Clubtown machten sich die Trashmonkeys einen Namen in England. Die italienische Fernsehshow „le iene“ wählte das Lied Sundays als Titelmelodie.
Im Sommer 2004 erschien über das Hamburger Independent-Plattenlabel L’age d’or das dritte Album der Trashmonkeys mit dem Titel The Maker. Am 18. August 2006 folgte das vierte Album Favourite Enemy ebenfalls über L’age d’or. Im April 2009 erschien bei XNO Records ihr fünftes Album mit dem Titel Smile.
Die Band gab etwa 50 Konzerte im Jahr; sie tourte einige Jahre durch Clubs in ganz Europa und trat auch in Japan auf. 2009 nahmen die Trashmonkeys an der Jägermeister-Rockliga teil, wobei sie in ihrer Gruppe mit den Bands Friska Viljor (Schweden) und Electric Six (USA) konkurrierten.
Ende Oktober 2012 gab die Band ihre Auflösung bekannt und führte persönliche Gründen als ausschlaggebenden Faktor an. Offer Stock, Milo, Dennis Rux und Gunnar Riedel gründeten in Folge die Band Rhonda. Andreas Wolfinger ist in den Musikgruppen Gruppe 80 und Gestatten, Projekt Schulz aktiv, Gründungsmitglied Daz Fralick hatte die Band bereits im Sommer 2011 aus persönlichen Gründen verlassen.

## Diskografie
- 1998: Trashmonkeys
- 2002: Clubtown
- 2004: The Maker
- 2006: Favourite Enemy
- 2009: Smile